# Kilsheelan
Kilsheelan (Cill Síoláin en irlandais, église de Síolán/Sillan) est un petit village et un townland dans le comté de Tipperary, en Irlande.

## Géographie
Kilsheelan est une paroisse civile dans la baronnie de Offa et Offa East. 
Le village constitue la moitié de la paroisse catholique romaine de  'Kilsheelan & Kilcash'  dans le diocèse catholique romain de Waterford et de Lismore. 
La localité est située sur la rive nord de la rivière Suir, à 8,5 km à l'est de Clonmel et à 11,8 km à l'ouest de Carrick-on-Suir. 
Sa population est estimée de 550 à 650 personnes. 
Kilsheelan a remporté le concours des  Tidy Towns à deux reprises : en 1975 et en 1979.

### Townlands
De nombreux townlands couvrent le territoire :
- Ballinvoher
- Ballyboe
- Ballydine
- Ballyglasheen
- Ballyglasheen
- Ballynaraha
- Ballynevin
- Butlerstown
- Clashanisky
- Cloghcarrigeen East
- Cloghcarrigeen West
- Clonwalsh
- Eustaceland
- Gammonsfield
- Gortbrack
- Greensland
- Kilsheelan
- Knockanclash
- Lisbalting
- Lisnatubbrid
- Mauganstown
- Minorstown
- Mullenaranky
- Poulakerry
- Priorstown
- Seskin
- Skehanagh
- Temple-Etney

## Toponymie
Le nom du village en irlandais est Cill Síoláin, signifiant église de Síolán/Sillan. On pense que Sillan est un des premiers saints d'Irlande, probablement Sillan, abbé de Bangor Abbey à Bangor,. 
Síolán peut se traduire par 'panier de semences, ou « cullender/tamis ».

## Histoire

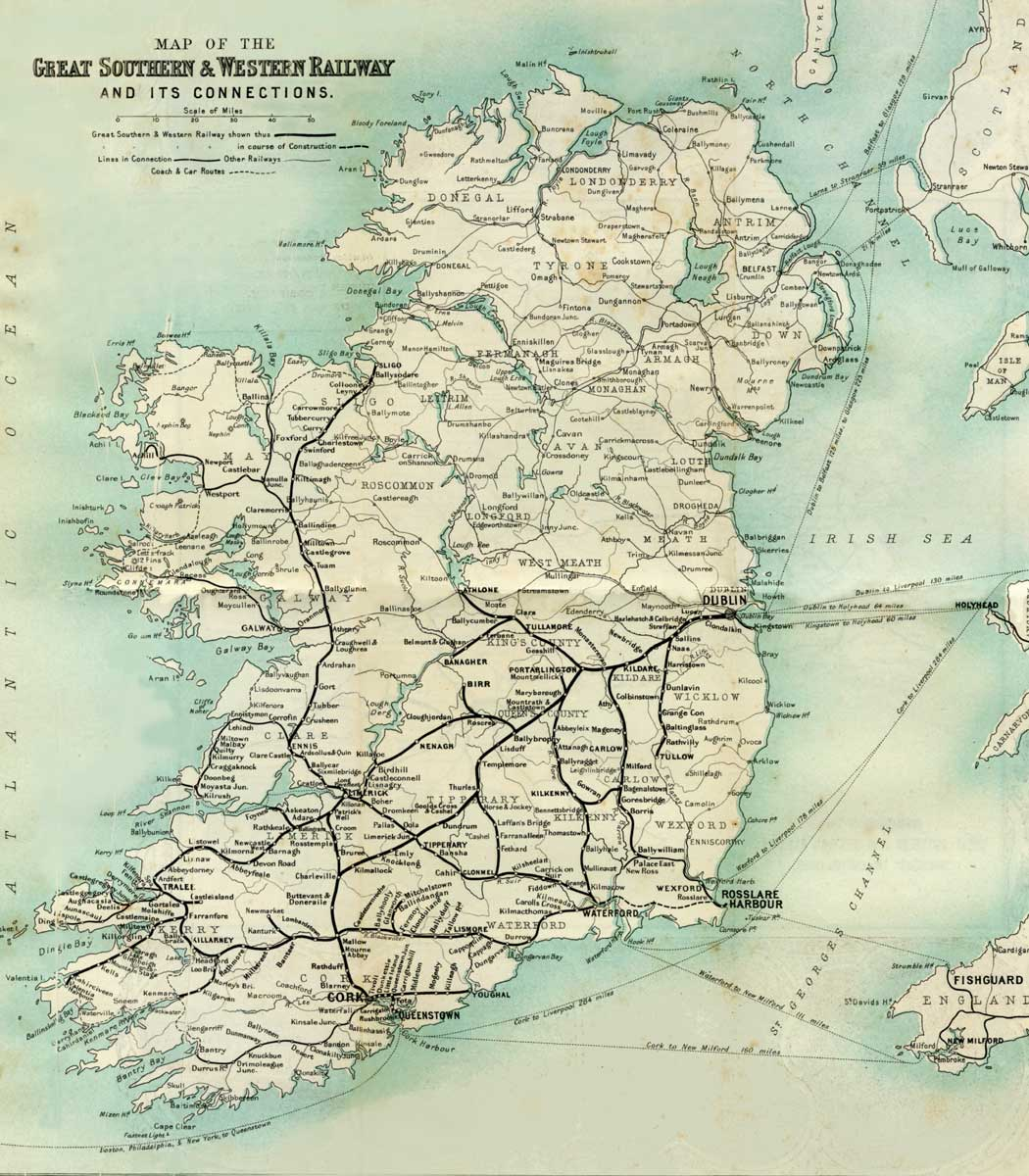
Carte des GSWR Ireland (en noir gras) montrant la gare de Kilsheelan, circa 1902.

Les fouilles effectuées en 2006 dans un lotissement résidentiel ont révélé des preuves de la colonisation du village au début du néolithique. Des fragments de poterie, des lames de pierre et des graines ont été mis au jour.
En 1853, la gare de Kilsheelan est mise en service par le Waterford, Limerick and Western Railway, puis  elle est gérée par le Great Southern & Western Railway, ce qui en fait l’une des nombreuses petites gares de province desservant les agglomérations le long de la voie. Elle ferme aux passagers en 1963 ; puis aux marchandises en 1976. 
Jusqu'en 1984, la gare a servi d'agence postale. La plaque de signalisation originale Great Southern & Western est restée en place. Le local héberge l'opérateur du passage à niveau manuel, sur la route R706.

En 2004, Marilyn Manson a épousé l’artiste comique Dita von Teese lors d’une cérémonie au château Gurteen de la Poer à Kilsheelan, la maison de l'artiste Gottfried Helnwein et de sa famille depuis 1998.
Le mariage était exclusivement couvert par   Vogue  magazine.
Le château a été construit en 1863 par la famille de la Poer dans le style renaissance élisabéthain.

### Démographie
Ces chiffres concernent la paroisse entière de Kilsheelan, à partir de 1831,.
| Année | Population | Évolution |
| ----- | ---------- | --------- |
| 1831  | 1,570      | –         |
| 1841  | 1,576      | 0.38      |
| 1851  | 1,491      | −5.39     |
| 1861  | 1,130      | −24.21    |
| 1871  | 941        | −16.73%   |

## Commodités
Le village dispose de quatre pubs, d'un bureau de poste et d'un concessionnaire de voitures Peugeot.

## Sports
Son Association athlétique gaélique GAA s'appelle le Kilsheelan-Kilcash.

## Transports
La ligne de chemin de fer Limerick – Rosslare passe encore par le village mais la gare est fermée. La gare de Clonmel, à 9 km, est désormais la plus proche. 
Kilsheelan est desservi par les Bus Éireann, ligne 7 : Dublin à Cork, ligne 55 : Waterford à Limerick & ligne 367 Carrick-on-Suir à Clonmel,.

## Photos

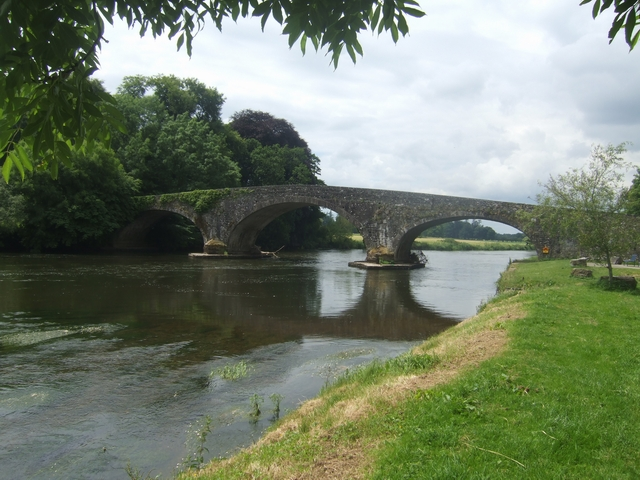
Le pont (vue éloignée).
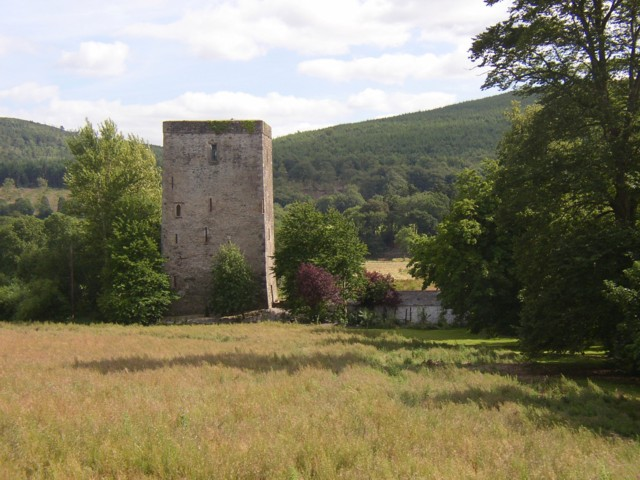
Maison-tour près de Kilsheelan.
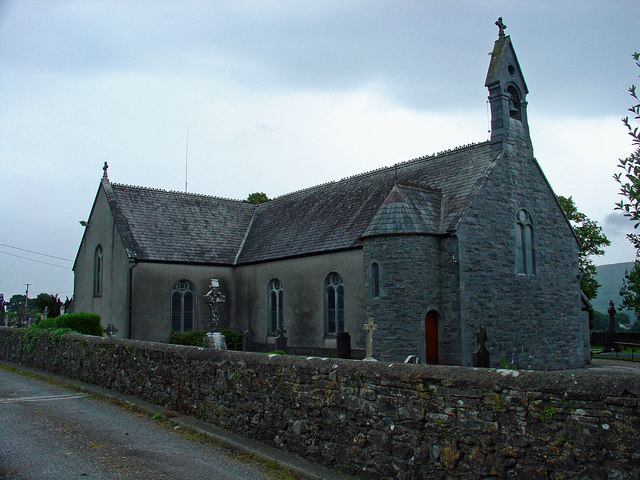
Église Sainte-Marie.